# Liusuo
Liusuo är en socken i Kina. Den ligger i provinsen Sichuan, i den sydvästra delen av landet, omkring 410 kilometer sydväst om provinshuvudstaden Chengdu. Antalet invånare är 11 194. Befolkningen består av 5 423 kvinnor och 5 771 män. Barn under 15 år utgör 15,0 %, vuxna 15-64 år 74 %, och äldre över 65 år 9,0 %.
Genomsnittlig årsnederbörd är 1 314 millimeter. Den regnigaste månaden är juli, med i genomsnitt 331 mm nederbörd, och den torraste är januari, med 4 mm nederbörd.